# サンタンジェロ・ア・ファザネッラ
サンタンジェロ・ア・ファザネッラ（伊: Sant'Angelo a Fasanella）は、イタリア共和国カンパニア州サレルノ県にある、人口約600人の基礎自治体（コムーネ）。

## 地理

### 位置・広がり

#### 隣接コムーネ
隣接するコムーネは以下の通り。
- ベッロズグアルド
- コルレート・モンフォルテ
- オッターティ
- ペティーナ
- ロシーニョ